# بوينغ إي-6
بوينغ إي-6 ميركوري: و هي من إنتاجات طيران البحرية الأمريكية و تحمل الطائرة ضباط و قادة ميدانيون خلال الحرب جواً حيث تتابع الاتصالات و تعطي الأوامر للطائرات الأخرى. و التصميم قائم على طائرة بوينغ 707-320. دخلت إي-6 إيه الخدمة من قبل قسم الدفاع الجوي في بحرية الولايات المتحدة و هي مصنعة من قبل شركة بوينغ و بتاريخ تموز عام 1989 دخلت الخدمة العسكرية مع البحرية الأمريكية لتحل محل EC-130Q. أضافت هذه الطائرة المزيد من القدرات للقيادة و السيطرة البرية و الصواريخ و القاذفات المسلحة نووياً. حيث توفر القيادة و السيطرة للقوات الأمريكية النووية إذا أصبحت القيادة الأرضية و سيطرتها غير صالحة.

## التعديلات

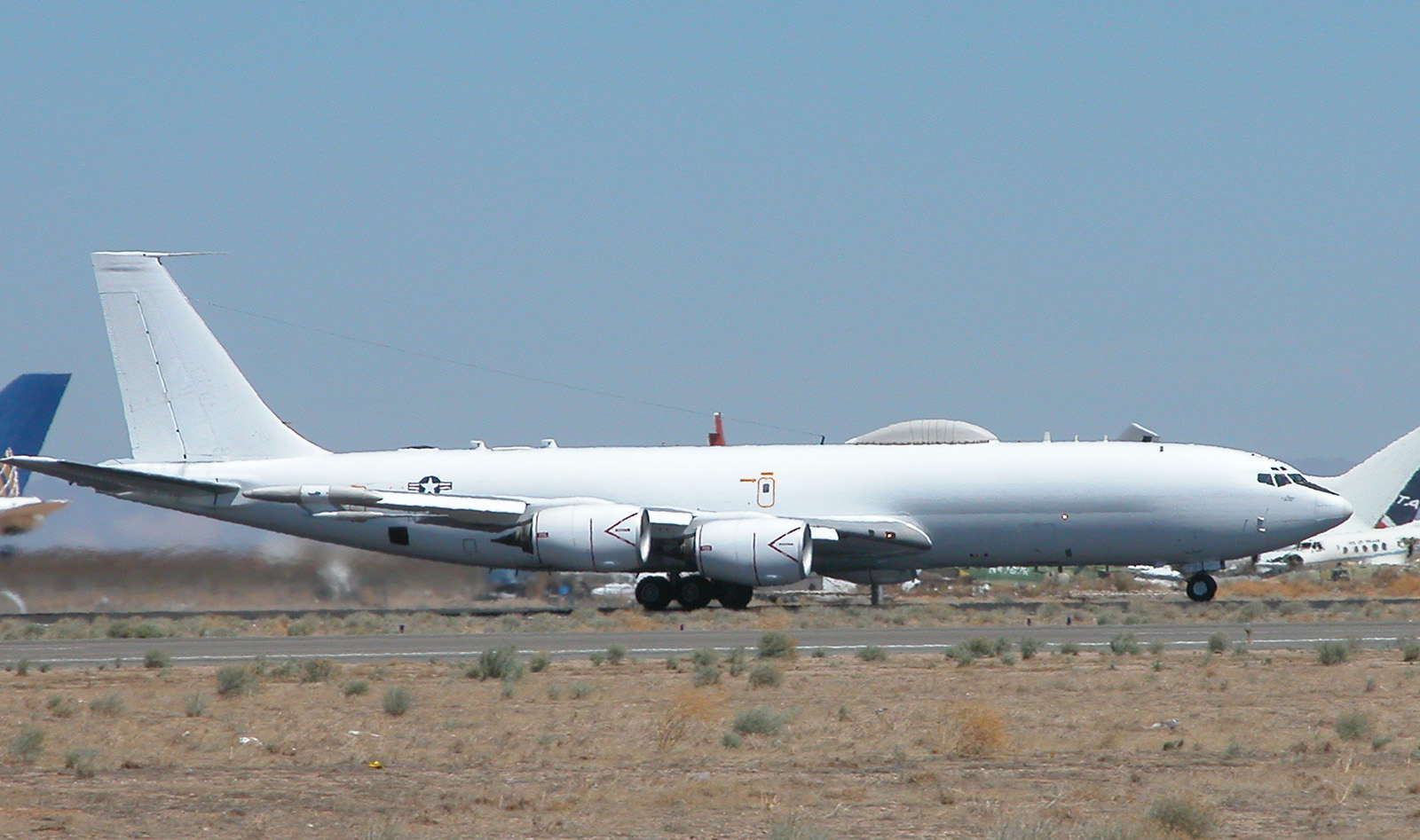
طائرة بوينغ إي-6 قبل إقلاعها لرحلة الطيران التجريبية

بعد إقلاعها التجريبي لإول مرة بتاريخ 19 فبراير سنة 1988 في المطار العسكري في مدينة سياتل الأمريكية تم إضافة تعديلات و تحسينات كثيرة على نظم الاتصالات و المراقبة الجوية و شكل الهيكل على هذه الطائرة منذ إطلاقها و كان آخر تعديل أجري عليها في سنة 2006  حيث أنتجت الطائرة بالشكل الذي نعرفه في وقتنا هذا. و في وقتنا هذا تمتلك البحرية الأمريكية 16 طائرة من هذا النوع و يتم استخدام كلها حالياً.